# 1982 în film
- 1981 în cinematografie — 1982 în cinematografie — 1983 în cinematografie

## Filmele cu cele mai mari încasări

### SUA
| Poziție | Titlu                               | Studio           | Actori | Regizor              | Încasări     |
| ------- | ----------------------------------- | ---------------- | --- | -------------------- | ------------ |
| 1.      | E.T. the Extra-Terrestrial          | Universal        | Henry Thomas, Dee Wallace, Peter Coyote, Robert MacNaughton și Drew Barrymore                                             | Steven Spielberg     | $435.110.554 |
| 2.      | Tootsie                             | Columbia         | Dustin Hoffman, Jessica Lange și Teri Garr                                                                                | Sydney Pollack       | $177.200.000 |
| 3.      | An Officer and a Gentleman          | Paramount        | Richard Gere, Debra Winger și Louis Gossett, Jr.                                                                          | Taylor Hackford      | $129.795.554 |
| 4.      | Rocky III                           | United Artists   | Sylvester Stallone, Mr. T, Talia Shire, Carl Weathers, Burt Young și Burgess Meredith                                     | Sylvester Stallone   | $125.049.125 |
| 5.      | Porky's                             | 20th Century Fox | Dan Monahan | Bob Clark            | $109.492.484 |
| 6.      | Star Trek II: The Wrath of Khan     | Paramount        | William Shatner, Leonard Nimoy și Ricardo Montalbán                                                                       | Nicholas Meyer       | $79.912.963  |
| 7.      | 48 Hrs.                             | Paramount        | Nick Nolte și Eddie Murphy                                                                                                | Walter Hill          | $78.868.508  |
| 8.      | Poltergeist                         | MGM              | Craig T. Nelson, JoBeth Williams, Heather O'Rourke, Dominique Dunne, Oliver Robins, Zelda Rubinstein și Beatrice Straight | Tobe Hooper          | $76.606.280  |
| 9.      | The Best Little Whorehouse in Texas | Universal        | Burt Reynolds, Dolly Parton și Charles Durning                                                                            | Colin Higgins        | $69.701.637  |
| 10.     | Annie                               | Columbia         | Aileen Quinn, Albert Finney, Carol Burnett, Bernadette Peters, Ann Reinking și Tim Curry                                  | John Huston          | $57.059.003  |
| 11.     | The Verdict                         | 20th Century Fox | Paul Newman, Jack Warden, and James Mason                                                                                 | Sidney Lumet         | $53,977,250  |
| 12.     | Gandhi                              | Columbia         | Ben Kingsley | Richard Attenborough | $52,767,889  |
| 13.     | First Blood                         | Orion            | Sylvester Stallone, Richard Crenna and Brian Dennehy                                                                      | Ted Kotcheff         | $47,212,904  |

## Premii

### Oscar
- Cel mai bun film:
- Cel mai bun regizor:
- Cel mai bun actor:
- Cea mai bună actriță:
- Cel mai bun film străin:

Articol detaliat: Oscar 1982

### César
- Cel mai bun film:
- Cel mai bun actor:
- Cea mai bună actriță:
- Cel mai bun film străin:

Articol detaliat: Césars 1982

### BAFTA
- Cel mai bun film:
- Cel mai bun actor:
- Cea mai bună actriță:
- Cel mai bun film străin: